# 牛欄河
牛欄河，是臺灣新竹縣關西鎮的一個傳統地域名稱，位於該鎮北部偏東。相較於今日行政區，其範圍大致為仁安里東部。
本地區全境屬於鳳山溪右岸支流牛欄河流域範圍。

## 由來
本段河川源自桃園市龍潭區並流經新竹縣關西鎮後匯入鳳山溪，為鳳山溪上游主要支流之一，全長約 5.2 公里，其名起因於清代時，此處有人於河旁設柵欄牧牛，而牛欄河之名由此而生。

## 歷史
台灣清治末期至日治初期，牛欄河地區為一街庄，稱為「牛欄河庄」，隸屬於竹北二堡。該庄輪廓略呈東北—西南方向狹長形，東北端與銅鑼圈庄為鄰，東南側及西南端與三屯庄為鄰，西北側為鹹菜硼街、拱仔溝庄。
1901年（日治明治三十四年）11月，全台廢縣廳改設二十廳，該庄隸屬於新竹廳。1909年（明治四十二年）10月，合併二十廳為十二廳，該庄隸屬不變。1920年（大正九年），廢十二廳改設五州二廳，該庄改制為「牛欄河」大字，隸屬於新竹州中壢郡關西庄。1941年，關西庄升格為關西街。
戰後關西街改制為關西鎮，隸屬於新竹縣，大字亦改制為里。1950年桃、竹、苗分治，關西鎮隸屬不變。

## 交通
國道3號又稱「福爾摩沙高速公路」，是貫穿台灣西部的兩條縱向高速公路之一，大致以開口向西北的大弧形兩度經過牛欄河地區。境內未設交流道，但與縣道118號以匝道相通的關西交流道即在西側不遠處，由此進入可快速前往台灣西部各地。國道3號的關西服務區位於本地區東南側邊界外不遠處。
省道台3線俗稱「內山公路」，是台北至屏東的內陸縱貫幹道，大致以東北—西南走向轉縱向經過本地區東北部及中部，向東北可前往龍潭、大溪、三峽等地，向南可前往關西市區東郊、橫山、下公館、北埔等地。省道台3線在本地區東北端穿越國道3號高架橋下。

## 廟宇
- 關西水母娘娘廟